# Pachnobia singularis
Pachnobia singularis là một loài bướm đêm trong họ Noctuidae.